# Distretto di Doğubeyazıt
Il distretto di Doğubeyazıt (in turco Doğubeyazıt ilçesi) è uno dei distretti della provincia di Ağrı, in Turchia.